# ميخائيل كارتون
ميخائيل كارتون (بالإنجليزية: Michael Carton)‏ هو لاعب كرة القدم الغالية أيرلندي، ولد في 4 سبتمبر 1984 في دبلن في جمهورية أيرلندا.